# Oláh Béla (súlyemelő)
Oláh Béla (Nyírvasvári, 1956. március 27. –) magyar súlyemelő, edző.

## Pályafutása
1976 és 1990 között válogatott kerettag volt. Egy világbajnoki bronzérmet, kettő Európa-bajnoki ezüst- és 13 bronzérmet szerzett. Részt vett az 1980-as moszkvai és az 1988-as szöuli olimpián. A moszkvai olimpián olimpia csúcsot elérve, az olimpia bajnokkal azonos eredményt emelve testsúlykülönbséggel a 4. helyen végzett.